# アイスホッケーアルジェリア代表
アイスホッケーアルジェリア代表（アイスホッケーアルジェリアだいひょう、英語: Algeria national ice hockey team）はアルジェリアの男子アイスホッケーナショナルチームである。ナショナルチームは世界中でのアルジェリア人の競技人口の増加に伴い結成された。
2008年6月にアブダビで行われたアイスホッケー・アラブカップに出場しモロッコ、アラブ首長国連邦、クウェートと対戦し4位となった。
ジョセフ・ブーメデイエンヌはNHLのニュージャージー・デビルズ、タンパベイ・ライトニング、ワシントン・キャピタルズでもプレーした。

## 主な試合
|                | 年月日        | 場所                       | 得失点                             |
| -------------- | ------------- | -------------------------- | ---------------------------------- |
| 国際試合初登場 | 2008年6月16日 | アラブ首長国連邦, アブダビ | アルジェリア 2 クウェート 8        |
| 最多得点差勝利 | 未勝利        |                            |                                    |
| 最多得点差敗北 | 2008年6月17日 | アラブ首長国連邦, アブダビ | アルジェリア 4 アラブ首長国連邦 10 |